# Кошенцин (станция)
Кошенцин (пол. Koszęcin) — железнодорожная станция в селе Кошенцин в гмине Кошенцин, в Силезском воеводстве Польши. Имеет 2 платформы и 2 пути.
Станция построена в 1884 году, когда село Кошенцин (нем. Koschentin, Кошенцин) было в составе Германской империи.